# بلدة ديويت تشارتر (ميشيغان)
ديويت تشارتر (بالإنجليزية: DeWitt Charter Township, Michigan)‏ هي بلدة تقع بولاية ميشيغان في الولايات المتحدة. تأسست عام 1833، تبلغ مساحتها (كم²)، وترتفع عن سطح البحر 253 م، بلغ عدد سكانها 14321 نسمة في عام تعداد الولايات المتحدة 2010 حسب إحصاء مكتب تعداد الولايات المتحدة .

## وصلات خارجية
- http://www.dewitttownship.org/
- The US50 - Cities and Towns in Michigan State
- Michigan Cities and Towns, Facts, Map, Flag, Colleges, Government, and More